# Cascate Chavuma
Le cascate Chavuma sono delle piccole cascate sul fiume Zambesi nel nord-ovest dello Zambia, vicino al confine con l'Angola. 
Le cascate si trovano poco dopo il rientro del fiume nel territorio dello Zambia, due km circa a sud della centro abitati di Chavuma, nel distretto omonimo. Lo Zambesi prosegue il suo percorso in un'area di pianure alluvionali spesso inondate durante il periodo delle piogge, in questo periodo le cascate non sono visibili.
Mano a mano che avanza la stagione secca il dislivello torna visibile
Il dislivello di caduta ha un'altezza di pochi metri.